# 야토 다카오
야토 다카오(일본어: 矢頭 高雄, 1934년 6월 25일 ~ 2003년 3월 9일)는 일본의 전 프로 야구 선수이자 야구 지도자이다. 야마나시현 오쓰키시 출신이며 현역 시절 포지션은 외야수, 3루수였다.

## 인물
야마나시 현립 쓰루 고등학교 시절에는 1952년 하계 고시엔 대회(제34회 전국 고등학교 야구 선수권 대회)에 에이스로서 출전했다. 이때 당시 배터리를 함께 구성한 선수로는 1살 아래이자 훗날 투수로서 오사카 타이거스에 입단하여 신인왕을 차지한 니시무라 가즈노리였다. 이 고시엔 대회에서는 1차전에서 도요다 야스미쓰를 앞세운 미토 상업고등학교(이바라키현)에게 패했다.
고교 졸업 후 릿쿄 대학에 진학하여 야수로 전향했다. 도쿄 6대학 리그에서는 1953년 춘계 리그에서 우승을 경험했지만 그 후 메이지 대학, 와세다 대학에게 압도당하여 우승에는 이르지 못했다. 4학년 때는 주장을 맡았고 대학 동기로는 아즈마 미노루, 호리모토 리쓰오, 1년 아래인 나가시마 시게오, 스기우라 다다시 등이 있다. 리그 통산 86경기에 출전하여 289타수 70안타, 타율 0.242를 기록했다.
1957년에 다이에이 유니온스에 입단하여 1년째부터 주전 중견수 자리를 차지했다. 그러나 다이에이는 이듬해 1958년 마이니치 오리온스에 흡수 합병되면서 팀명도 다이마이 오리온스가 됐다. 그 해는 주로 5번 타자로 활약하며 타율 0.285(타율 8위)의 좋은 성적을 남겼다. 이듬해부터 우익수로 돌아섰고 1960년에는 팀의 리그 첫 우승에 기여하면서 ‘미사일 타선’의 일원으로 활약했다. 하지만 그해 다이요 웨일스와 맞붙은 일본 시리즈에서는 무안타에 그쳐 진가를 발휘하지 못했다. 1962년에는 강한 어깨를 살리려는 우노 미쓰오 감독의 의향에 따라 가쓰라기 다카오와 포지션을 맞바꿔 3루수로 돌아섰다. 이듬해 1963년에는 다시 외야수로서의 기용이 늘어났고 1964년부터는 외야수에만 전념했다. 그 이후에는 모리 도루의 입단, 이케베 이와오의 두각을 드러낸 일도 있어서 출전 기회가 줄어들었고 1967년을 마지막으로 현역에서 은퇴했다.
은퇴 후에는 도쿄·롯데에서 코치를 맡은 것을 시작으로 1980년부터는 오사와 게이지(1971년 시즌 도중 ~ 1972년까지 롯데 감독을 맡았고 대학 1년 선배에 해당)가 감독으로 있던 닛폰햄 파이터스의 1군 타격 코치 겸 외야 수비 코치를 맡았고 1981년 리그 우승에 기여했다. 1983년에는 전임 타격 코치가 됐고 1984년에는 다이마이 시절의 동료였던 우에무라 요시노부가 감독으로 취임했다. 야토는 수석 코치를 겸임했지만 시즌 도중에 우에무라가 사임하여 감독 대행으로서의 2경기에서 지휘를 맡았다.
1984년 닛폰햄을 퇴단한 후에는 (주)야마모토의 이사 전무가 됐다. 2003년 3월 9일에 간세포암으로 도쿄도의 병원에서 사망했다(향년 68세).

## 상세 정보

### 출신 학교
- 야마나시 현립 쓰루 고등학교
- 릿쿄 대학

### 선수 경력
- 다이에이 유니온스(1957년)
- 다이마이 오리온스·도쿄 오리온스(1958년 ~ 1967년)

### 개인 기록
- 통산 1000경기 출장 : 1964년 8월 8일 ※역대 88번째
- 올스타전 출장 : 1회(1958년)

### 등번호
- 6(1957년)
- 7(1958년 ~ 1967년)
- 55(1970년 ~ 1972년)
- 85(1973년 ~ 1984년)

### 연도별 타격 성적
| 연 도       | 소 속         | 경 기 | 타 석 | 타 수 | 득 점 | 안 타 | 2 루 타 | 3 루 타 | 홈 런 | 루 타 | 타 점 | 도 루 | 도 루 자 | 희 생 번 | 희 생 플 | 볼 넷 | 고 4 | 사 구 | 삼 진 | 병 살 타 | 타 율 | 출 루 율 | 장 타 율 | O P S |
| ----------- | ------------- | ----- | ----- | ----- | ----- | ----- | ------- | ------- | ----- | ----- | ----- | ----- | -------- | -------- | -------- | ----- | ---- | ----- | ----- | -------- | ----- | -------- | -------- | ----- |
| 1957년      | 다이에이      | 122   | 414   | 367   | 31    | 91    | 14      | 4       | 9     | 140   | 46    | 6     | 9        | 10       | 6        | 31    | 0    | 0     | 67    | 10       | .248  | .307     | .381     | .688  |
| 1958년      | 다이마이 도쿄 | 127   | 498   | 456   | 47    | 130   | 29      | 6       | 6     | 189   | 48    | 13    | 10       | 6        | 1        | 32    | 3    | 3     | 78    | 17       | .285  | .336     | .414     | .751  |
| 1959년      | 다이마이 도쿄 | 124   | 423   | 391   | 55    | 94    | 21      | 4       | 14    | 165   | 49    | 16    | 3        | 6        | 7        | 18    | 1    | 1     | 71    | 7        | .240  | .276     | .422     | .698  |
| 1960년      | 다이마이 도쿄 | 128   | 422   | 396   | 41    | 90    | 9       | 3       | 5     | 120   | 40    | 5     | 6        | 5        | 4        | 17    | 2    | 0     | 86    | 6        | .227  | .259     | .303     | .562  |
| 1961년      | 다이마이 도쿄 | 135   | 376   | 351   | 41    | 82    | 12      | 4       | 6     | 120   | 37    | 8     | 2        | 5        | 2        | 18    | 1    | 0     | 58    | 9        | .234  | .271     | .342     | .613  |
| 1962년      | 다이마이 도쿄 | 119   | 313   | 287   | 23    | 63    | 4       | 1       | 5     | 84    | 27    | 2     | 1        | 8        | 2        | 15    | 0    | 1     | 47    | 8        | .220  | .261     | .293     | .553  |
| 1963년      | 다이마이 도쿄 | 138   | 477   | 443   | 53    | 112   | 24      | 1       | 8     | 162   | 26    | 10    | 5        | 12       | 1        | 21    | 1    | 0     | 52    | 6        | .253  | .287     | .366     | .652  |
| 1964년      | 다이마이 도쿄 | 144   | 430   | 398   | 46    | 106   | 11      | 2       | 3     | 130   | 20    | 9     | 4        | 11       | 1        | 19    | 1    | 1     | 33    | 4        | .266  | .301     | .327     | .628  |
| 1965년      | 다이마이 도쿄 | 108   | 240   | 219   | 18    | 52    | 5       | 1       | 4     | 71    | 15    | 3     | 3        | 3        | 1        | 17    | 2    | 0     | 13    | 2        | .237  | .292     | .324     | .617  |
| 1966년      | 다이마이 도쿄 | 77    | 116   | 110   | 8     | 29    | 5       | 0       | 1     | 37    | 5     | 1     | 0        | 3        | 1        | 2     | 0    | 0     | 13    | 2        | .264  | .277     | .336     | .613  |
| 1967년      | 다이마이 도쿄 | 18    | 25    | 23    | 0     | 3     | 0       | 0       | 0     | 3     | 0     | 0     | 0        | 1        | 0        | 1     | 0    | 0     | 6     | 0        | .130  | .167     | .130     | .297  |
| 통산 : 11년 | 통산 : 11년   | 1240  | 3734  | 3441  | 363   | 852   | 134     | 26      | 61    | 1221  | 313   | 73    | 43       | 70       | 26       | 191   | 11   | 6     | 524   | 71       | .248  | .288     | .355     | .643  |

- 굵은 글씨는 시즌 최고 성적.
- 다이마이(마이니치 다이에이 오리온스)는 1964년에 도쿄(도쿄 오리온스)로 구단명을 변경.